# Elecciones generales de Kenia de 1997
Las elecciones generales de Kenia de 1997 se llevaron a cabo el 29 de diciembre, en un clima similar al de los anteriores comicios, siendo considerados fraudulentos debido a la violencia política. El resultado fue una victoria de la Unión Nacional Africana de Kenia (KANU), que ganó 107 de los 210 escaños en la Asamblea Nacional y cuyo candidato Daniel Arap Moi ganó las elecciones presidenciales. Tras la elección, Moi designó a otros 12 miembros a la Asamblea, esta vez designándolos de los distintos partidos de la oposición.

## Elección presidencial

### Resultado general
| Candidato                          | Partido                                             | Votos     | %     |
| ---------------------------------- | --------------------------------------------------- | --------- | ----- |
| Daniel arap Moi                    | Unión Nacional Africana de Kenia                    | 2.500.865 | 40.40 |
| Mwai Kibaki                        | Partido Demócrata                                   | 1.911.742 | 30.89 |
| Raila Odinga                       | Partido del Desarrollo Nacional                     | 667.886   | 10.79 |
| Michael Kijana Wamalwa             | Foro para la Restauración de la Democracia - Kenia  | 505.704   | 8.17  |
| Charity Ngilu                      | Partido Socialdemócrata de Kenia                    | 488.600   | 7.89  |
| Martin Shikuku                     | Foro para la Restauración de la Democracia - Asili  | 36.512    | 0.59  |
| Katama Mkangi                      | Congreso Nacional de Kenia                          | 23.554    | 0.38  |
| George Anyona                      | Congreso Social de Kenia                            | 16.428    | 0.27  |
| Kimani wa Nyoike                   | Foro para la Restauración de la Democracia - Pueblo | 8.306     | 0.13  |
| Koigi wa Wamwere                   | Alianza Nacional Democrática de Kenia               | 7.745     | 0.13  |
| Munyua Waiyaki                     | Partido Patriótico Unido                            | 6.194     | 0.10  |
| Godfrey M' Mwereria                | Partido Verde Africano                              | 4.627     | 0.07  |
| Wangari Maathai                    | Partido Laborista                                   | 4.246     | 0.07  |
| Stephen Oludhe                     | Partido Económico Independiente                     | 3.691     | 0.06  |
| David Waweru Ng'ethe               | Partido Patriótico Umma                             | 3.584     | 0.06  |
| Votos en blanco/anulados           | Votos en blanco/anulados                            | 95.349    | –     |
| Total                              | Total                                               | 6.285.033 | 100   |
| Votantes registrados/participación | Votantes registrados/participación                  | 9.063.390 |       |
| Fuente: Nohlen et al.              |                                                     |           |       |

### Resultado por provincia
| Central               | 56.367    | 5.6  | 891.484   | 89.4 | 6.869   | 0.7  | 3.058   | 0.3  | 30.535  | 3.1  |
| Oriental              | 370.954   | 35.6 | 296.335   | 28.5 | 7.787   | 0.7  | 7.017   | 0.7  | 349.754 | 33.6 |
| Costera               | 257.065   | 63.4 | 51.909    | 12.8 | 24.844  | 6.1  | 11.306  | 2.8  | 38.089  | 9.4  |
| Nairobi               | 75.272    | 20.6 | 160.124   | 43.9 | 59.415  | 16.3 | 24.971  | 6.8  | 39.707  | 10.9 |
| Nororiental           | 70.506    | 73.2 | 20.404    | 21.2 | 311     | 0.3  | 4.431   | 4.6  | 440     | 0.5  |
| Nyanza                | 215.923   | 23.6 | 138.202   | 15.1 | 519.180 | 56.8 | 14.623  | 1.6  | 15.301  | 1.7  |
| Rift Valley           | 1.140.109 | 69.5 | 343.529   | 21.0 | 36.022  | 2.2  | 102.178 | 6.2  | 11.345  | 0.7  |
| Occidental            | 314.669   | 44.9 | 9.755     | 1.4  | 13.458  | 1.9  | 338.120 | 48.2 | 3.429   | 0.5  |
| Total                 | 2.500.865 | 40.4 | 1.911.742 | 30.9 | 667.886 | 10.8 | 505.704 | 8.2  | 488.600 | 7.9  |
| Fuente: Nohlen et al. |           |      |           |      |         |      |         |      |         |      |